# Antonio Domenico Gamberini
Antonio Domenico Gamberini (ur. 31 października 1761 w Imoli, zm. 25 kwietnia 1841 w Rzymie) – włoski kardynał.

## Życiorys
Urodził się 31 października 1761 roku w Imoli, jako syn Giovanni Agostina Gamberiniego i Margherity Zappi. Studiował na Papieskiej Akademii Kościelnej, gdzie uzyskał doktorat utroque iure. W czasie francuskiej okupacji Rzymu, pracował jako prawnik w Imoli, a następnie został referendarzem Trybunału Obojga Sygnatur, audytorem Roty Rzymskiej i kanonikiem bazyliki watykańskiej. 19 grudnia 1825 roku został wybrany biskupem Orvieto, a 15 stycznia następnego roku przyjął sakrę. 15 grudnia 1828 roku został kreowany kardynałem prezbiterem i otrzymał kościół tytularny Santa Prassede. W 1833 roku zrezygnował z zarządzania diecezją i został prefektem Świętej Konsulty. 18 lutego 1839 roku został podniesiony do rangi kardynała biskupa i otrzymał diecezję suburbikarną Sabina-Poggio Mirteto. Rok później został prefektem Trybunału Sygnatury Sprawiedliwości, a w 1841 – kamerlingiem Kolegium Kardynałów. Zmarł 25 kwietnia 1841 roku w Rzymie.